# Virgil Boutellis-Taft
Virgil Boutellis-Taft est un violoniste français.

## Biographie
Virgil Boutellis-Taft commence l’étude du violon et du piano à l’âge de 6 ans. 
Il entre au conservatoire de Tours à 9 ans, dans la classe de Gilles Lefèvre, élève de Christian Ferras. 1er prix du Conservatoire de Paris à 16 ans, dans la classe de Suzanne Gessner, Virgil poursuit son parcours musical à l’étranger, invité par Géza Kapás, élève de Semyon Snitkovsky, à l’Académie de musique Franz-Liszt de Budapest. Il intègre ensuite la classe d'Itzhak Rashkovsky au Royal College of Music de Londres. Après avoir obtenu son "Artist Diploma", il part étudier avec Hagai Shaham, invité par l’Université de Tel Aviv dans le cadre d’un programme postdoctoral.      
Par ailleurs, il participe à de nombreuses masterclasses données par des violonistes et pédagogues tels que Ida Haendel, Zakhar Bron, Ivry Gitlis, Shlomo Mintz, Igor Oïstrakh, Haim Taub, Almita Vamos, Michèle Auclair, Olivier Charlier, Miriam Fried ou encore Boris Kuschnir.

## Carrière
Virgil Boutellis-Taft donne ses premiers concerts à l'âge de 9 ans avec la pianiste Fanny Raust, condisciple et partenaire de musique de chambre de Ginette Neveu. 
Qualifié de jeune artiste « au talent extraordinaire » offrant une musique « lumineuse et solaire », au « son chaud et pur, élégant et sensuel », son dernier album "Incantation", « disque avec lequel vivre » selon le musicologue et écrivain Alain Duault, est enregistré avec le Royal Philharmonic Orchestra.
Virgil Boutellis-Taft donne régulièrement des concerts en tant que soliste et chambriste en Europe et aux États-Unis. Il se produit dans des salles telles que Carnegie Hall,, Salle Gaveau, Kennedy Center, Théâtre des Champs-Élysées, Benaroya Hall Seattle, Philipps Collection, Harvard Club de New York, Wigmore Hall, Halle aux Grains de Toulouse, Arsenal de Metz, Tel Aviv Opera House.
Il joue notamment avec le Royal Philharmonic Orchestra,, le Dayton Philharmonic Orchestra, le Springfield Symphony Orchestra, l’Israël Emeritus Chamber Orchestra, le Sinfonia Varsovia, l'Orchestre de chambre Pelléas, le Mid Atlantic Symphony Orchestra. 
Il s'est produit également dans de grands festivals internationaux parmi lesquels Bowdoin Music Festival (États-Unis), Eilat et Red Sea-Valery Gergiev (Israël), Valdres (Norvège), Prussia Cove (Angleterre), Les Violons de légende, Clairvaux, La Roque-d’Anthéron, La Folle Journée, Les Moments musicaux de La Baule. 
Sur la scène théâtrale, il offre une prestation remarquée au Festival d’Avignon en 2011, dans la pièce de Jean-Claude Grumberg « Maman revient pauvre orphelin », mise en scène par Stéphane Valensi.

## Œuvres dédiées
Virgil se produit avec les pianistes et compositeurs Paul Cantelon et Tara Kamangar. Tous deux lui ont dédié des œuvres :
Paul Cantelon : 
- « Nocturne », créée en mars 2013 à Seattle avec le compositeur et enregistrée avec lui en avril 2013 à New York[22].
- « Neshama », pièce composée en novembre 2016, créée en décembre 2016 au Carnegie Hall, avec le compositeur[22].

Tara Kamangar :  
- « Once There Was and Once There Wasn’t » composée en septembre 2015 et jouée en novembre 2015 au Carnegie Hall avec la compositrice[23], puis enregistrée en juin 2016 pour Evidence Classics/Harmonia Mundi[24].

Drew Hemenger, compositeur américain, lui dédia également la pièce « Magatama », créée au Carnegie Hall en 2015.

## Collaborations
Il partage la scène avec le harpiste Emmanuel Ceysson, les pianistes Guillaume Vincent, Lise de la Salle, JuYoung Park, Cathy Krier, Abdel Rahman El Bacha, Vanessa Wagner et David Aladashvili, le guitariste Thibaut Garcia, les violoncellistes Anne Gastinel et Camille Thomas, l’accordéoniste Vincent Lhermet. En 2015, Virgil a formé le duo La Rose et le Réséda avec la violoniste Irène Duval. 

## Discographie
Incantation, sorti le 21 février 2020 chez Aparté,,, est enregistré au salle Henry-Wood (en) à Londres avec l'Orchestre philharmonique royal, sous la baguette de Jac van Steen (en).  
Entre Orient et Occident, salué par la critique,,, est enregistré Salle Byzantine au Palais de Béhague à Paris avec le pianiste Guillaume Vincent. Sorti le 7 octobre 2016 chez Evidence Classics/Harmonia Mundi, le concert de sortie s’est tenu Salle Gaveau. Cette anthologie regroupe des compositeurs tels que Chausson, Janacek, Debussy, Komitas, Bartok, Hossein, Hersant, Kamangar.

## Instruments
- Domenico Montagnana :

Depuis 2012, Virgil Boutellis-Taft joue sur le Montagnana Venise 1742 Ex-Régis Pasquier, grâce à la générosité d'un mécène privé. 
- Jean-Baptiste Vuillaume :

Entre 2008 et 2012, il joue sur le violon du luthier français Jean-Baptiste Vuillaume de 1850, copie du Sancy, Stradivarius joué par Ivry Gitlis. 

## Récompenses et distinctions
- Lauréat de la Fondation Banque populaire
- 1er Prix Compétition internationale d’ISA, Autriche
- Myra Hess Trust Award, Londres
- AHRC Postgraduate Award, Londres
- Lauréat de la Fondation Bleustein-Blanchet pour la vocation, France
- 1er Prix du Concours de violon Étienne Vatelot, Paris